# Stefan Hagdahl
Stefan Olof Hagdahl, född den 10 oktober 1956, är en svensk konstspecialist, tidigare chef för Stockholm konst. 
Hagdahl har tidigare bland annat varit projektchef inom riksdagsförvaltningen och inom Stockholm stad. Mellan åren 2018 till 2024 var han konstchef för Stockholm stad och ansvarig för den offentliga konsten inklusive konstverk för Stockholms museer, däribland Liljevalchs konsthall.
I en intervju har Stefan Hagdahl givit sin mening om den offentliga konsten:

– Den offentliga konsten ska vara av hög kvalitet och tillföra något specifikt till platsen och miljön. Väcka tankar, känslor och öka nyfikenheten. Eller göra betraktaren hänförd. Och tillföra ytterligare dimensioner i tillvaron.